# Jovellar
Jovellar è una municipalità di quinta classe delle Filippine, situata nella Provincia di Albay, nella Regione del Bicol.
Jovellar è formata da 23 baranggay:
- Aurora Pob. (Bgy. 6)
- Bagacay
- Bautista
- Cabraran
- Calzada Pob. (Bgy. 7)
- Del Rosario
- Estrella
- Florista
- Mabini Pob. (Bgy. 2)
- Magsaysay Pob (Bgy. 4)
- Mamlad
- Maogog

- Mercado Pob. (Bgy. 5)
- Plaza Pob. (Bgy. 3)
- Quitinday Pob. (Bgy. 8)
- Rizal Pob. (Bgy. 1)
- Salvacion
- San Isidro
- San Roque
- San Vicente
- Sinagaran
- Villa Paz
- White Deer Pob. (Bgy. 9)